# Павловское (Пологовский район)
Павловское (укр. Павлівське) — село,
Инженерненский сельский совет,
Пологовский район,
Запорожская область,
Украина.
Код КОАТУУ — 2324281905. Население по переписи 2001 года составляло 151 человек.

## Географическое положение
Село Павловское находится на правом берегу реки Малая Токмачка,
выше по течению на расстоянии в 1 км расположено село Басань,
ниже по течению на расстоянии в 4 км расположено село Новопокровка (Ореховский район),
на противоположном берегу — село Новофёдоровка.
Рядом проходит автомобильная дорога Т-0803.

## История
- 1922 год — дата основания как хутор Восточная Павловка, затем переименовано в хутор Павловка.